# Improvizáció
Az improvizáció az olasz improvviso („váratlan”) szóból ered, ami azt jelenti, hogy valamit csak úgy véletlenszerűen mondunk, énekelünk, táncolunk, hangszerünkkel játszunk stb.

## Improvizáció a zenében
A zenében improvizáció alatt annak kigondolását és egyidejű hangzó megvalósítását értjük. Ez lehet szabad improvizáció; ilyenkor bármit lehet játszani, ill. a kötött improvizáció, amikor meg van adva egy téma, dallamfoszlány, ritmusképlet, akkordsor, stíluskövetelmény, stb., amihez alkalmazkodni kell.
Az improvizációra épül a régi zenében a toccata, a fantasia..., dzsessz, de több-kevesebb szerepet kap szinte minden zenei műfajban, a kompozíciókban is.

## Improvizáció a színházban
A legtöbb színész sokat gyakorolja az improvizációt; a nagy színészek általában kiváló improvizatőrök is egyben. Az improvizáció gyakorlása a legtöbb európai típusú színészképző iskola tananyagának része. Konsztantyin Sztanyiszlavszkij nagy hatású színészpedagógiai elgondolása szerint például a színésznek gyakran kell belső megérzéseire, átélt élményeire, színjátékos ösztönére hagyatkoznia, hogy feltárhassa az általa megjelenítendő figura belső történéseit, lélekállapotát.
Az improvizáció gyakorlásával a színész eltávolodhat a bevett vagy számára már elégtelennek érzett színészi panelek, sztereotip megoldások alkalmazásától, és a szerep vagy szituáció új oldalait fedezheti fel. Az improvizáció gyakorlása ugyanakkor segít a színésznek a koncentráció fenntartásában, a színpadi szituációk esetleges módosulására adott rugalmas reakciók kialakításában, valamint a kollégákkal való együttműködés folyamatos javításában.
Improvizáció sokféle alapról indítható: kiindulópontja lehet egy szöveg (például rövid dialógus, versrészlet, újsághír), egy valós vagy képzeletbeli tárgy, egy helyszín, néhány típus-karakter, egy adott cselekmény, stb. Az improvizáció formai szempontból lehet szöveges vagy szöveg nélküli (mozgásos vagy táncos); a résztvevők száma szerint lehet egyéni, páros vagy csoportos; végkifejlete szerint lehet nyitott vagy zárt (az előbbi esetben a játszók az improvizáció során azt vizsgálják, hogy mire futhat ki a jelenet, míg az utóbbi esetben azt, hogy milyen utakon lehet eljutni a kívánt végpontig).
Az improvizációs játékmód meghatározó jelentőségű volt a commedia dell’arte színjátékformában, illetve az ehhez hasonló vásári színjátékokban; a 20. században – többek között a már említett Sztanyiszlavszkij nyomán – meghatározó jelentőségűvé vált például Jerzy Grotowski, Giorgio Strehler vagy Peter Brook előadásainak előkészítő munkálatai során.
Az improvizáció mint eszköz a szűken értelmezett színházi világon túl is nagy jelentőségre tett szert: előszeretettel alkalmazzák például a drámapedagógia, a színházi nevelés vagy a drámaterápia szakemberei is.

## Külső hivatkozások
- Playback színház.lap.hu - linkgyűjtemény